# Nová Včelnice
Nová Včelnice település Csehországban, a Jindřichův Hradec-i járásban. Nová Včelnice Žďár, Jarošov nad Nežárkou, Okrouhlá Radouň, Hadravova Rosička és Žirovnice településekkel határos. Lakosainak száma 2233 fő (2024. január 1.).

## Népesség
A település lakosságának változását az alábbi diagram mutatja:
| Lakosok száma | 1901 | 1824 | 1910 | 1840 | 2882 | 2476 | 2281 | 2254 | 2214 | 2233 |
|               | 1869 | 1890 | 1921 | 1950 | 1980 | 2001 | 2017 | 2019 | 2022 | 2024 |